# Список умерших в 1440 году
В этой статье представлен список известных людей, умерших в 1440 году.
См. также: Категория:Умершие в 1440 году
[[Файл:Joanbeaufort.png|160px|thumb|Джоан Бофорт]
]

## Январь
- 1 января — Ирина Гаттилузио — Византийская императрица (1399—1408), жена Иоанна VII Палеолога

## Февраль
- 14 февраля — Дитрих Счастливый — граф Ольденбурга с 1423 года.

## Март
- 9 марта — Франциска Римская — католическая святая, монахиня, мистик, основательница Конгрегации бенедиктинок-облаток
- 20 марта — Сигизмунд Кейстутович— князь мозырский (1385—1401), новогрудский (1401—1406) и стародубский (1406—1432), великий князь литовский (1432—1440); убит заговорщиками.

## Апрель
- 2 апреля — Вителлески, Джованни Мария — итальянский военачальник и церковный деятель, епископ Мачераты (1431—1435), оонфалоньер Церкви (командующий папскими войсками (1433—1434), титулярный патриарх Александрийский (1435—1440), архиепископ Флоренции (1435—2437), апостольский администратор Трагира (1437—1440), кардинал-священник Сан-Лоренцо-ин-Лучина (1437—1440), апостольский легат Перуджи и Умбрии (1439—1440)

## Май
- 13 мая — Макарий Глушицкий — преподобный Русской православной церкви. Дата смерти предположительна.
- 17 мая — Фридрих IV Покладистый — ландграф Тюрингии (1406—1440)

## Сентябрь
- 20 сентября — Фридрих I Бранденбургский (под именем Фридрих VI)  (1397—1427), первый маркграф Бранденбург-Ансбаха (1398—1440), маркграф и курфюрст Бранденбурга (1415—1440), маркграф Бранденбург-Кульмбаха (1420—1440), был первым представителем дома Гогенцоллернов как маркграф Бранденбурга.
- 21 сентября — Манрике де Лара, Педро — кастильский дворянин, главный аделантадо Леона, старший нотариус королевства Кастилия, член королевского совета и 8-й сеньор де Амуско (1381—1440).
- 22 сентября — Дмитрий Юрьевич Красный (Меньшой) — удельный князь углицкий, бежецкий и галицкий (1433—1440).
- 23 сентября — Медичи, Лоренцо Старший — итальянский государственный деятель, основатель младшей линии Медичи,

## Октябрь
- 12 октября — Джиневра д’Эсте — — принцесса из дома Эсте, дочь маркграфа Феррары Николая III. Супруга Сигизмунда Пандольфа, синьора Римини. По мнению современников, была убита мужем.
- 26 октября
  - Жиль де Ре — французский барон  из рода Монморанси-Лавалей, маршал Франции и алхимик, участник Столетней войны, сподвижник Жанны д’Арк. Был арестован и казнён по обвинению в серийных убийствах. Послужил прототипом для фольклорного персонажа Синяя Борода..
  - Родриго Алонсо Пиментель — кастильский дворянин, военный и дипломат,  2-й граф де Бенавенте (1419—1440)

## Ноябрь
- 13 ноября — Бофорт, Джоан — единственная дочь Джона Гонта от любовницы (позже жены) Кэтрин Суинфорд. графиня-консорт Уэстморленд (1497—1425), жена Ралбфа Невилла, 1-го графа Уэстморленд
- 24 ноября — Дуглас, Уильям, 6-й граф Дуглас — шотландский аристократ, 6-й граф Дуглас (1439—1440),также граф Уигтаун, лорд Галлоуэй, Ботвелл, Селкирк и Этрик-Форест, Эскдейл, Лодердейл и Аннандейл в Шотландии, титулярный герцог Туреньский, граф де Лонгвиль и сеньор Дён-сюр-Орон во Франции; обвинён в измене и казнён с младшим братом Дэвидом на так называемом «Чёрном обеде»

## Дата неизвестна или требует уточнения
- Домарат Кобылянский — польский военный и государственный деятель, каштелян бецкий (1411—1433), каштелян войницкий и люблинский, маршалок придворный коронный С 1428 года,
- Исфендияр-бей — правитель бейлика Джандарогуллары (1385—1440)
- Ицкоатль — тлатоани ацтеков (1427—1440)
- Нураддин — ногайский князь Ногайской Орды с 1426 по 1440 год
- Олесницкий, Добеслав— польский военный и государственный деятель, каштелян войницкий (1411—1433), люблинский (1433) и сандомирский (1435), староста краковский (1438), подчаший краковский (1438—1439), воевода сандомирский (1438—1440). Строитель нового замка в Рымануве. Родоначальник рода Сененских.
- Сетон, Александр, лорд Гордон — шотландский барон, лорд парламента, родоначальник  графов Хантли.
- Судимонт Доргевич — литовский боярин, чашник великий литовский , староста кревский в 1433—1434 годах.
- Тарасий Глушицкий — игумен и преподобный Русской православной церкви.
- Харингтон, Уильям — английский рыцарь, кавалер ордена Подвязки (1417). Участвовал в Столетней войне, четырежды занимал пост шерифа Йоркшира.
- Хасан I Аль-Ширази— первый султан острова Анжуан (Коморские острова)
- Ченнини, Ченнино — итальянский живописец периода кватроченто, или раннего Возрождения
- Шем-Тоб ибн Шем-Тоб — испанский раввин и каббалист, ярый противник рационалистической философии
- Шильтбергер, Иоганн — немецкий солдат и путешественник из Баварии, автор записок о пребывании в плену у турок и монголов.
- Эберхард II фон дер Марк-Аренберг — князь Седана с 1424 года, граф Аренберга.